# Jacques van Boom
Jacobus Hubertus (Jacques) van Boom (Simpelveld, 14 mei 1937 – Oegstgeest, 31 juli 2004) was een hoogleraar in de bio-organische chemie. Hij is vooral bekend om zijn innovatieve werk bij het synthetiseren van reeksen nucleïnezuren met een gedefinieerde sequentie. 
Jacques werd geboren in Simpelveld als jongste in een gezin van acht kinderen. Zijn moeder overleed toen hij elf maanden was, waarna zijn opvoeding bij zijn zus en zijn vader kwam te liggen. Hij ging naar het Bernardinusgymnasium in Heerlen, waar hij zijn interesse voor chemie ontwikkelde. Bij een van zijn vroege chemische experimenten verloor hij twee vingers. Hij studeerde aan de Universiteit Utrecht en promoveerde in 1968 cum laude bij professor Arens. Hij werkte vervolgens als postdoctoraal onderzoeker aan de University of Cambridge, en was sinds 1970 verbonden aan de Universiteit Leiden als wetenschappelijk medewerker en lector. Vanaf 1978 was hij hoogleraar bio-organische chemie in het Leids Instituut voor Chemisch onderzoek. 
Zijn onderzoek richtte zich op de grens tussen chemie en biologie. Hij was een pionier in het onderzoeksgebied van levenswetenschappen. Hij was nationaal en internationaal een van de bekendste en invloedrijkste Nederlandse chemici uit de jaren 1980-2000. Van Boom richtte zich in het begin van zijn carrière op nieuwe methoden voor de synthese van nucleïnezuren. Als een van de eersten had hij in de jaren 70 van de 20ste eeuw een technologie ontwikkeld die DNA-fragmenten op vrij grote schaal en zuiver kon produceren. Dit onderzoek bracht hem internationale roem toen hij en zijn medewerkers in samenwerking met de groep van professor Alexander Rich (Massachusetts Institute of Technology) een nieuwe verschijningsvorm van het DNA identificeerden, het Z-DNA. Het artikel in Nature geldt als een van de klassiekers in de moderne moleculaire biologie. Na dit vroege succes onderzocht zijn vakgroep technieken voor de synthese van biopolymeren. Het bracht een synthetisch vaccin tegen Haemofilus influenzae type b, een generiek inzetbaar fosforyleringsreagens (ook bekend als "Van Booms reagens") en inzicht in het replicatiemechanisme van het poliovirus voort (samen met professor Eckard Wimmer, Stony Brook University).
Hij schreef meer dan 750 wetenschappelijke publicaties. Hij was adviseur bij Organon, Unilever en Gist-Brocades, en heeft met deze en andere partijen een indrukwekkende lijst aan octrooien op zijn naam staan. 
Hij stond aan de wieg van het biotechnologiebedrijf Prosensa.
Van Boom was een van de meest geciteerde wetenschappers binnen en buiten Nederland en was jarenlang de meest geciteerde biochemicus van Nederland.
Onder zijn leiding kwamen meer dan zestig promoties tot stand.
Zijn favoriete vervoermiddel, een bromfiets, die soms zelfs in de labgangen werd gebruikt, stelde hem in staat om mechanische pech voor te wenden als middel om onproductieve vergaderingen te vermijden. 
Na zijn pensionering in juni 2002 bleef hij actief betrokken bij onderwijs en onderzoek als wetenschappelijk adviseur van de Faculteit Wetenschappen van de Universiteit Leiden.
Hij overleed in 2004 aan de gevolgen van longkanker.

## Onderscheidingen
- 1975: Gouden KNCV-Medaille
- 1981: Lid van de Koninklijke Nederlandse Akademie van Wetenschappen
- 1985: Koninklijke Shellprijs
- 1999: Simon Stevin Meester[2]
- 2000: Akzo Nobelprijs